# Cibunar (Cibatu)
Cibunar is een bestuurslaag in het regentschap Garut van de provincie West-Java, Indonesië. Cibunar telt 8033 inwoners (volkstelling 2010).